# Phractura brevicauda
Phractura brevicauda är en fiskart som beskrevs av Boulenger, 1911. Phractura brevicauda ingår i släktet Phractura och familjen Amphiliidae. IUCN kategoriserar arten globalt som livskraftig. Inga underarter finns listade i Catalogue of Life.